# Емилии
Емилиите (Aemilii) е от най-важните патрициански фамилии (gentes maiores) в Римската Империя.
Името Емилий (Aemilius), женска форма Емилия (Aemilia) e номен на gens Aemilia, на български Емилии.
Емилиите са много стара фамилия, произлизаща от Мамерк, син на Питагор, наричан заради ораторското му изкуство и Aemylos или Aimilios. Плутарх смята, че Мамерк е син на цар Нума Помпилий.
Клоновете на фамилията са: Барбула, Буча, Лепид, Мамерк, Пап, Павел, Регил и Скавър. От тези клонове Емилии Лепиди (Aemilii Lepidi) са най-прочутите римляни, особено към края на Римската република.
Фамилията дава името си на Виа Емилия и на Базилика Емилия в Рим.

## Някои известниЕмилии
- Емилий Аспер – коментатор
- Блосий Емилий Драконтий – поет и реторик
- Маний Емилий Лепид (консул 11 г.)
- Марк Емилий Лепид (консул 285 пр.н.е.)
- Марк Емилий Лепид (консул 232 пр.н.е.) и суфектконсул 221 пр.н.е.
- Марк Емилий Лепид (претор 218 пр.н.е.)
- Марк Емилий Лепид (претор 213 пр.н.е.) – претор, баща на Марк (консул 158 пр.н.е.)
- Марк Емилий Лепид (консул 187 пр.н.е.) – консул и през 175 пр.н.е.
- Марк Емилий Лепид (консул 158 пр.н.е.)
- Марк Емилий Лепид (консул 126 пр.н.е.)
- Марк Емилий Лепид (консул 78 пр.н.е.) – баща на Лепид (триумвир)
- Марк Емилий Лепид (триумвир) — 43 пр.н.е. образува втория триумвират; консул 46 пр.н.е. и 42 пр.н.е.
- Лепид Младши, Марк Емилий Лепид Младши — син на Лепид (триумвир) и Юния Секунда (сестра на Брут)
- Марк Емилий Лепид (консул 6 г.) – син на Павел Емилий Лепид и Корнелия
- Марк Емилий Лепид (убит 39 г.) — син на консула от 6 г., женен за Друзила
- Луций Емилий Павел (консул 219 пр.н.е.)
- Луций Емилий Павел Македоник – военачалник
- Луций Емилий Павел (консул 50 пр.н.е.)
- Луций Емилий Павел (консул 1 г.)
- Емилий Мацер – поет
- Марк Емилий Скавър Старши – консул 115 пр.н.е.
- Марк Емилий Скавър (претор 56 пр.н.е.) Млади – управител на провинция Сардиния
- Емилий Папиниан – юрист
- Мамерк Емилий Лепид Ливиан – консул 77 пр.н.е.
- Маний Емилий Лепид – консул 66 пр.н.е.
- Маний Емилий Лепид (консул 11 г.)
- Маний Емилий Мамерцин – консул 410, консулски военен трибун 405, 403 и 401 пр.н.е.
- Павел Емилий Лепид – суфектконсул 34 пр.н.е, баща на квестор Павел
- Квинт Емилий Лепид – консул 21 пр.н.е.
- Павел Емилий Регил – квестор при император Тиберий (15-37 г.)
- Луций Емилий Регил – претор
- Гай Емилий Север Кантабрин – суфектконсул 192 г.
- Емилиан (консул 214 г.) – суфектконсул 214 г.
- Фулвий Емилиан – консул 244 г.
- Марк Емилий Емилиан (Емилиан) — император 253 г.
- Емилиан (консул 259 г.) – консул 259 г.
- Мусий Емилиан († 262) – римски узурпатор, антиимператор
- Емилиан (консул 276 г.) – консул 276 г.

През ранната и средна Римска Република множество Емилии са консули:
- Луций Емилий Мамерк – консул 484, 478, 473 пр.н.е.
- Тиберий Емилий Мамерк (консул 470 пр.н.е.) – консул 470 и 467 пр.н.е.
- Мамерк Емилий Мацерин — консулски военен трибун 438, диктатор 437, 433 и 426 пр.н.е.
- Маний Емилий Мамерцин – консул 410, консулски военен трибун 405, 403 и 401 пр.н.е.
- Луций Емилий Мамерцин – консулски военен трибун 391, 389, 388, 387, 383, 382 и 377 пр.н.е.
- Гай Емилий Мамерцин – консулски военен трибун 394 и 391 пр.н.е.
- Луций Емилий Мамерцин – консул 366, 363 пр.н.е.
- Луций Емилий Мамерцин – magister equitum 352 пр.н.е., баща на Привернат
- Луций Емилий Мамерцин Привернат – консул 341, 329 пр.н.е.
- Тиберий Емилий Мамерцин – консул 339 пр.н.е.
- Квинт Емилий Барбула – консул 317 пр.н.е.
- Квинт Емилий Пап – консул 282 и 278 пр.н.е.
- Луций Емилий Пап (консул 225 пр.н.е.) – консул 225 пр.н.е.
- Луций Емилий Пап (претор 205 пр.н.е.) – син на Пап, консула от 225 пр.н.е.

## Жени
- Емилия Лепида – няколко жени с това име
- Емилия Паула (230-162 пр.н.е.) — съпруга на Сципион Африкански
- Емилия Терция или Секунда — съпруга на Марк Порций Катон Лициниан († 152 пр.н.е.)
- Емилия Паула Секунда — сестра на Емилия Терция, омъжва се за богатия Луций Елий Туберон
- Емилия Паула Прима — сестра на Емилия Терция
- Емилия Скавра (100-82 пр.н.е.) — втората съпруга на Помпей Велики
- Емилия Прима — съпруга на Квинт Елий Туберон (консул 11 пр.н.е.), баба на Елия Петина
- Емилия (светица) (+ 375) – християнска светица